# Lista över fornlämningar i Ronneby kommun (Hjortsberga)
Lista över fornlämningar i Ronneby kommun (Hjortsberga) är en förteckning av ett urval av de fornlämningar som finns i Hjortsberga i Ronneby kommun.
| Namn                                | Lämningstyp                 | Tillkomsttid | Historisk indelning   | Plats | Läge                 | ID-nr          | Bild                                      |
| ----------------------------------- | --------------------------- | ------------ | --------------------- | ----- | -------------------- | -------------- | ----------------------------------------- |
| Hjortsberga 1:1                     | Grav markerad av sten/block |              | Hjortsberga, Blekinge |       | 56.240644, 15.419543 | 10099600010001 | Ladda upp en bild av detta fornminne      |
| Hjortsberga 1:2                     | Grav markerad av sten/block |              | Hjortsberga, Blekinge |       | 56.240642, 15.419707 | 10099600010002 | Ladda upp en bild av detta fornminne      |
| Hjortsberga 1:3                     | Hög                         |              | Hjortsberga, Blekinge |       | 56.240248, 15.419390 | 10099600010003 | Ladda upp en bild av detta fornminne      |
| Hjortsberga 2:1                     | Stensättning                |              | Hjortsberga, Blekinge |       | 56.236787, 15.417311 | 10099600020001 | Ladda upp en bild av detta fornminne      |
| Hjortsberga 2:2                     | Stensättning                |              | Hjortsberga, Blekinge |       | 56.236655, 15.417268 | 10099600020002 | Ladda upp en bild av detta fornminne      |
| Hjortsberga 2:3                     | Stensättning                |              | Hjortsberga, Blekinge |       | 56.236464, 15.417251 | 10099600020003 | Ladda upp en bild av detta fornminne      |
| Hjortsberga 3:1                     | Hög                         |              | Hjortsberga, Blekinge |       | 56.231670, 15.413509 | 10099600030001 | Ladda upp en bild av detta fornminne      |
| Hjortsberga 4:1                     | Stensättning                |              | Hjortsberga, Blekinge |       | 56.233155, 15.415205 | 10099600040001 | Ladda upp en bild av detta fornminne      |
| Hjortsberga 4:2                     | Stensättning                |              | Hjortsberga, Blekinge |       | 56.232981, 15.415150 | 10099600040002 | Ladda upp en bild av detta fornminne      |
| Hjortsberga 5:1                     | Grav markerad av sten/block |              | Hjortsberga, Blekinge |       | 56.227961, 15.419941 | 10099600050001 | Ladda upp en bild av detta fornminne      |
| Hjortsberga 6:1                     | Stensättning                |              | Hjortsberga, Blekinge |       | 56.229509, 15.411328 | 10099600060001 | Ladda upp en bild av detta fornminne      |
| Hjortsberga 7:1                     | Hög                         |              | Hjortsberga, Blekinge |       | 56.228594, 15.410401 | 10099600070001 | Ladda upp en bild av detta fornminne      |
| Hjortsberga 8:1                     | Gravfält                    |              | Hjortsberga, Blekinge |       | 56.224376, 15.406093 | 10099600080001 | Ladda upp en till bild av detta fornminne |
| Hjortsberga 9:1                     | Stensättning                |              | Hjortsberga, Blekinge |       | 56.222721, 15.405605 | 10099600090001 | Ladda upp en bild av detta fornminne      |
| Hjortsberga 10:1                    | Grav markerad av sten/block |              | Hjortsberga, Blekinge |       | 56.222866, 15.406546 | 10099600100001 | Ladda upp en bild av detta fornminne      |
| Hjortsberga 12:1                    | Stensättning                |              | Hjortsberga, Blekinge |       | 56.226797, 15.417742 | 10099600120001 | Ladda upp en bild av detta fornminne      |
| Hjortsberga 12:2                    | Stensättning                |              | Hjortsberga, Blekinge |       | 56.226541, 15.417799 | 10099600120002 | Ladda upp en bild av detta fornminne      |
| Hjortsberga 12:3                    | Stensättning                |              | Hjortsberga, Blekinge |       | 56.226287, 15.417563 | 10099600120003 | Ladda upp en bild av detta fornminne      |
| Hjortsberga 12:4                    | Stensättning                |              | Hjortsberga, Blekinge |       | 56.226182, 15.416923 | 10099600120004 | Ladda upp en bild av detta fornminne      |
| Hjortsberga 14:1                    | Gravfält                    |              | Hjortsberga, Blekinge |       | 56.226958, 15.408128 | 10099600140001 | Ladda upp en bild av detta fornminne      |
| Hjortsberga 15:1                    | Grav markerad av sten/block |              | Hjortsberga, Blekinge |       | 56.225981, 15.407476 | 10099600150001 | Ladda upp en bild av detta fornminne      |
| Hjortsberga 16:1                    | Röse                        |              | Hjortsberga, Blekinge |       | 56.214859, 15.414511 | 10099600160001 | Ladda upp en bild av detta fornminne      |
| Hjortsberga 17:1                    | Stensättning                |              | Hjortsberga, Blekinge |       | 56.211027, 15.409036 | 10099600170001 | Ladda upp en bild av detta fornminne      |
| Hjortsberga 17:2                    | Stensättning                |              | Hjortsberga, Blekinge |       | 56.210801, 15.409129 | 10099600170002 | Ladda upp en bild av detta fornminne      |
| Hjortsberga 17:3                    | Stensättning                |              | Hjortsberga, Blekinge |       | 56.210514, 15.409069 | 10099600170003 | Ladda upp en bild av detta fornminne      |
| Hjortsberga 18:1                    | Stensättning                |              | Hjortsberga, Blekinge |       | 56.210121, 15.405771 | 10099600180001 | Ladda upp en bild av detta fornminne      |
| Hjortsberga 18:2                    | Stensättning                |              | Hjortsberga, Blekinge |       | 56.210167, 15.405966 | 10099600180002 | Ladda upp en bild av detta fornminne      |
| Hjortsberga 20:1                    | Stensättning                |              | Hjortsberga, Blekinge |       | 56.223462, 15.415053 | 10099600200001 | Ladda upp en bild av detta fornminne      |
| Hjortsberga 21:1                    | Stensättning                |              | Hjortsberga, Blekinge |       | 56.222214, 15.397199 | 10099600210001 | Ladda upp en bild av detta fornminne      |
| Hjortsberga 22:1                    | Stensättning                |              | Hjortsberga, Blekinge |       | 56.227367, 15.417338 | 10099600220001 | Ladda upp en bild av detta fornminne      |
| Hjortsberga 23:1                    | Stensättning                |              | Hjortsberga, Blekinge |       | 56.213600, 15.398906 | 10099600230001 | Ladda upp en bild av detta fornminne      |
| Hjortsberga 25:1                    | Gravfält                    |              | Hjortsberga, Blekinge |       | 56.211701, 15.400018 | 10099600250001 | Ladda upp en bild av detta fornminne      |
| Hjortsberga 26:1                    | Stensättning                |              | Hjortsberga, Blekinge |       | 56.209912, 15.399237 | 10099600260001 | Ladda upp en bild av detta fornminne      |
| Hjortsberga 26:2                    | Stenkrets                   |              | Hjortsberga, Blekinge |       | 56.209807, 15.399163 | 10099600260002 | Ladda upp en bild av detta fornminne      |
| Hjortsberga 26:3                    | Stensättning                |              | Hjortsberga, Blekinge |       | 56.209749, 15.399146 | 10099600260003 | Ladda upp en bild av detta fornminne      |
| Hjortsberga 27:1                    | Röse                        |              | Hjortsberga, Blekinge |       | 56.211128, 15.399230 | 10099600270001 | Ladda upp en bild av detta fornminne      |
| Hjortsberga 27:2                    | Röse                        |              | Hjortsberga, Blekinge |       | 56.211023, 15.399028 | 10099600270002 | Ladda upp en bild av detta fornminne      |
| Hjortsberga 28:1                    | Röse                        |              | Hjortsberga, Blekinge |       | 56.210714, 15.398135 | 10099600280001 | Ladda upp en bild av detta fornminne      |
| Hjortsberga 28:2                    | Stensättning                |              | Hjortsberga, Blekinge |       | 56.210238, 15.398473 | 10099600280002 | Ladda upp en bild av detta fornminne      |
| Hjortsberga 28:3                    | Stensättning                |              | Hjortsberga, Blekinge |       | 56.210025, 15.398433 | 10099600280003 | Ladda upp en bild av detta fornminne      |
| Hjortsberga 29:1                    | Röse                        |              | Hjortsberga, Blekinge |       | 56.211738, 15.396020 | 10099600290001 | Ladda upp en bild av detta fornminne      |
| Hjortsberga 29:2                    | Röse                        |              | Hjortsberga, Blekinge |       | 56.211573, 15.395702 | 10099600290002 | Ladda upp en bild av detta fornminne      |
| Hjortsberga 30:1                    | Röse                        |              | Hjortsberga, Blekinge |       | 56.212739, 15.394769 | 10099600300001 | Ladda upp en bild av detta fornminne      |
| Hjortsberga 30:2                    | Stensättning                |              | Hjortsberga, Blekinge |       | 56.212692, 15.395665 | 10099600300002 | Ladda upp en bild av detta fornminne      |
| Hjortsberga 31:1                    | Stensättning                |              | Hjortsberga, Blekinge |       | 56.213357, 15.395204 | 10099600310001 | Ladda upp en bild av detta fornminne      |
| Hjortsberga 32:1                    | Grav markerad av sten/block |              | Hjortsberga, Blekinge |       | 56.242869, 15.421721 | 10099600320001 | Ladda upp en bild av detta fornminne      |
| Hjortsberga 32:2                    | Grav markerad av sten/block |              | Hjortsberga, Blekinge |       | 56.242837, 15.421580 | 10099600320002 | Ladda upp en bild av detta fornminne      |
| Hjortsberga 32:3                    | Grav markerad av sten/block |              | Hjortsberga, Blekinge |       | 56.242732, 15.421545 | 10099600320003 | Ladda upp en bild av detta fornminne      |
| Hjortsberga 33:1                    | Grav markerad av sten/block |              | Hjortsberga, Blekinge |       | 56.243409, 15.422735 | 10099600330001 | Ladda upp en bild av detta fornminne      |
| Hjortsberga 33:2                    | Grav markerad av sten/block |              | Hjortsberga, Blekinge |       | 56.243336, 15.422653 | 10099600330002 | Ladda upp en bild av detta fornminne      |
| Hjortsberga 34:1                    | Grav markerad av sten/block |              | Hjortsberga, Blekinge |       | 56.243802, 15.424041 | 10099600340001 | Ladda upp en bild av detta fornminne      |
| Hjortsberga 35:1                    | Gravfält                    |              | Hjortsberga, Blekinge |       | 56.243102, 15.421197 | 10099600350001 | Ladda upp en bild av detta fornminne      |
| Högsta domstolen (Hjortsberga 36:1) | Stenkrets                   |              | Hjortsberga, Blekinge |       | 56.244090, 15.422543 | 10099600360001 | Ladda upp en till bild av detta fornminne |
| Hjortsberga 36:2                    | Hällristning                |              | Hjortsberga, Blekinge |       | 56.244136, 15.422575 | 10099600360002 | Ladda upp en bild av detta fornminne      |
| Hjortsberga 37:1                    | Gravfält                    |              | Hjortsberga, Blekinge |       | 56.244526, 15.423905 | 10099600370001 | Ladda upp en bild av detta fornminne      |
| Hjortsberga 38:1                    | Gravfält                    |              | Hjortsberga, Blekinge |       | 56.244949, 15.426347 | 10099600380001 | Ladda upp en bild av detta fornminne      |
| Hjortsberga 39:1                    | Gravfält                    |              | Hjortsberga, Blekinge |       | 56.244329, 15.425949 | 10099600390001 | Ladda upp en bild av detta fornminne      |
| Hjortsberga 40:1                    | Gravfält                    |              | Hjortsberga, Blekinge |       | 56.249134, 15.427737 | 10099600400001 | Ladda upp en bild av detta fornminne      |
| Hjortsberga 41:1                    | Gravfält                    |              | Hjortsberga, Blekinge |       | 56.247792, 15.427231 | 10099600410001 | Ladda upp en bild av detta fornminne      |
| Hjortsberga 42:1                    | Stensättning                |              | Hjortsberga, Blekinge |       | 56.250405, 15.426401 | 10099600420001 | Ladda upp en bild av detta fornminne      |
| Hjortsberga 42:3                    | Stensättning                |              | Hjortsberga, Blekinge |       | 56.250104, 15.426976 | 10099600420003 | Ladda upp en bild av detta fornminne      |
| Hjortsberga 43:1                    | Stensättning                |              | Hjortsberga, Blekinge |       | 56.250774, 15.425646 | 10099600430001 | Ladda upp en bild av detta fornminne      |
| Hjortsberga 43:2                    | Stensättning                |              | Hjortsberga, Blekinge |       | 56.250569, 15.425918 | 10099600430002 | Ladda upp en bild av detta fornminne      |
| Hjortsberga 43:3                    | Stensättning                |              | Hjortsberga, Blekinge |       | 56.250561, 15.425657 | 10099600430003 | Ladda upp en bild av detta fornminne      |
| Hjortsberga 44:1                    | Grav markerad av sten/block |              | Hjortsberga, Blekinge |       | 56.255203, 15.426381 | 10099600440001 | Ladda upp en bild av detta fornminne      |
| Kasakulle (Hjortsberga 45:1)        | Gravfält                    |              | Hjortsberga, Blekinge |       | 56.255979, 15.427002 | 10099600450001 | Ladda upp en bild av detta fornminne      |
| Hjortsberga 47:1                    | Röse                        |              | Hjortsberga, Blekinge |       | 56.265292, 15.435420 | 10099600470001 | Ladda upp en till bild av detta fornminne |
| Hjortsberga 48:1                    | Stensättning                |              | Hjortsberga, Blekinge |       | 56.275968, 15.434515 | 10099600480001 | Ladda upp en bild av detta fornminne      |
| Hjortsberga 50:1                    | Röse                        |              | Hjortsberga, Blekinge |       | 56.271015, 15.434485 | 10099600500001 | Ladda upp en bild av detta fornminne      |
| Hjortsberga 51:1                    | Stensättning                |              | Hjortsberga, Blekinge |       | 56.267161, 15.428454 | 10099600510001 | Ladda upp en bild av detta fornminne      |
| Hjortsberga 52:1                    | Röse                        |              | Hjortsberga, Blekinge |       | 56.273634, 15.432290 | 10099600520001 | Ladda upp en bild av detta fornminne      |
| Hjortsberga 52:2                    | Stensättning                |              | Hjortsberga, Blekinge |       | 56.273466, 15.432383 | 10099600520002 | Ladda upp en bild av detta fornminne      |
| Hjortsberga 52:3                    | Stenkrets                   |              | Hjortsberga, Blekinge |       | 56.273399, 15.432259 | 10099600520003 | Ladda upp en bild av detta fornminne      |
| Hjortsberga 53:1                    | Stenkrets                   |              | Hjortsberga, Blekinge |       | 56.275005, 15.434058 | 10099600530001 | Ladda upp en bild av detta fornminne      |
| Hjortsberga 53:2                    | Grav markerad av sten/block |              | Hjortsberga, Blekinge |       | 56.274887, 15.433984 | 10099600530002 | Ladda upp en bild av detta fornminne      |
| Hjortsberga 53:3                    | Grav markerad av sten/block |              | Hjortsberga, Blekinge |       | 56.274882, 15.434142 | 10099600530003 | Ladda upp en bild av detta fornminne      |
| Hjortsberga 53:4                    | Grav markerad av sten/block |              | Hjortsberga, Blekinge |       | 56.274953, 15.433775 | 10099600530004 | Ladda upp en bild av detta fornminne      |
| Hjortsberga 53:5                    | Grav markerad av sten/block |              | Hjortsberga, Blekinge |       | 56.275063, 15.433775 | 10099600530005 | Ladda upp en bild av detta fornminne      |
| Hjortsberga 54:1                    | Stensättning                |              | Hjortsberga, Blekinge |       | 56.254477, 15.422336 | 10099600540001 | Ladda upp en bild av detta fornminne      |
| Hjortsberga 55:1                    | Stensättning                |              | Hjortsberga, Blekinge |       | 56.262290, 15.419622 | 10099600550001 | Ladda upp en bild av detta fornminne      |
| Hjortsberga 56:1                    | Röse                        |              | Hjortsberga, Blekinge |       | 56.249070, 15.399099 | 10099600560001 | Ladda upp en bild av detta fornminne      |
| Hjortsberga 57:1                    | Röse                        |              | Hjortsberga, Blekinge |       | 56.248002, 15.394958 | 10099600570001 | Ladda upp en bild av detta fornminne      |
| Hjortsberga 58:1                    | Röse                        |              | Hjortsberga, Blekinge |       | 56.247504, 15.395742 | 10099600580001 | Ladda upp en bild av detta fornminne      |
| Hjortsberga 59:1                    | Röse                        |              | Hjortsberga, Blekinge |       | 56.246535, 15.396304 | 10099600590001 | Ladda upp en bild av detta fornminne      |
| Hjortsberga 60:1                    | Stensättning                |              | Hjortsberga, Blekinge |       | 56.246832, 15.385927 | 10099600600001 | Ladda upp en bild av detta fornminne      |
| Hjortsberga 62:1                    | Stensättning                |              | Hjortsberga, Blekinge |       | 56.252565, 15.393409 | 10099600620001 | Ladda upp en bild av detta fornminne      |
| Hjortsberga 62:2                    | Stensättning                |              | Hjortsberga, Blekinge |       | 56.252290, 15.393392 | 10099600620002 | Ladda upp en bild av detta fornminne      |
| Hjortsberga 63:1                    | Stensättning                |              | Hjortsberga, Blekinge |       | 56.251737, 15.391176 | 10099600630001 | Ladda upp en bild av detta fornminne      |
| Hjortsberga 64:1                    | Röse                        |              | Hjortsberga, Blekinge |       | 56.256849, 15.380180 | 10099600640001 | Ladda upp en bild av detta fornminne      |
| Hjortsberga 65:1                    | Röse                        |              | Hjortsberga, Blekinge |       | 56.253163, 15.372186 | 10099600650001 | Ladda upp en bild av detta fornminne      |
| Hjortsberga 65:2                    | Röse                        |              | Hjortsberga, Blekinge |       | 56.253184, 15.371612 | 10099600650002 | Ladda upp en bild av detta fornminne      |
| Hjortsberga 66:1                    | Röse                        |              | Hjortsberga, Blekinge |       | 56.252410, 15.376655 | 10099600660001 | Ladda upp en bild av detta fornminne      |
| Hjortsberga 67:1                    | Röse                        |              | Hjortsberga, Blekinge |       | 56.251422, 15.380439 | 10099600670001 | Ladda upp en bild av detta fornminne      |
| Hjortsberga 68:1                    | Stenkrets                   |              | Hjortsberga, Blekinge |       | 56.256868, 15.397377 | 10099600680001 | Ladda upp en bild av detta fornminne      |
| Hjortsberga 68:2                    | Stenkrets                   |              | Hjortsberga, Blekinge |       | 56.256968, 15.397307 | 10099600680002 | Ladda upp en bild av detta fornminne      |
| Hjortsberga 74:1                    | Grav markerad av sten/block |              | Hjortsberga, Blekinge |       | 56.259491, 15.427559 | 10099600740001 | Ladda upp en bild av detta fornminne      |
| Hjortsberga 74:2                    | Grav markerad av sten/block |              | Hjortsberga, Blekinge |       | 56.259403, 15.427617 | 10099600740002 | Ladda upp en bild av detta fornminne      |
| Hjortsberga 79:1                    | Stensättning                |              | Hjortsberga, Blekinge |       | 56.272171, 15.432250 | 10099600790001 | Ladda upp en bild av detta fornminne      |
| Hjortsberga 79:2                    | Stensättning                |              | Hjortsberga, Blekinge |       | 56.271963, 15.432292 | 10099600790002 | Ladda upp en bild av detta fornminne      |
| Hjortsberga 80:1                    | Stensättning                |              | Hjortsberga, Blekinge |       | 56.242143, 15.419703 | 10099600800001 | Ladda upp en bild av detta fornminne      |
| Hjortsberga 80:2                    | Stensättning                |              | Hjortsberga, Blekinge |       | 56.242090, 15.419627 | 10099600800002 | Ladda upp en bild av detta fornminne      |
| Hjortsberga 80:3                    | Stensättning                |              | Hjortsberga, Blekinge |       | 56.241833, 15.419406 | 10099600800003 | Ladda upp en bild av detta fornminne      |
| Hjortsberga 80:4                    | Stensättning                |              | Hjortsberga, Blekinge |       | 56.241716, 15.419379 | 10099600800004 | Ladda upp en bild av detta fornminne      |
| Hjortsberga 86:1                    | Stensättning                |              | Hjortsberga, Blekinge |       | 56.219170, 15.428938 | 10099600860001 | Ladda upp en bild av detta fornminne      |
| Hjortsberga 91:1                    | Hällristning                |              | Hjortsberga, Blekinge |       | 56.225833, 15.409573 | 10099600910001 | Ladda upp en bild av detta fornminne      |
| Hjortsberga 130                     | Stensättning                |              | Hjortsberga, Blekinge |       | 56.239351, 15.406359 | 12000000099747 | Ladda upp en bild av detta fornminne      |
| Hjortsberga 131                     | Stensättning                |              | Hjortsberga, Blekinge |       | 56.239131, 15.407493 | 12000000099748 | Ladda upp en bild av detta fornminne      |
| Hjortsberga 133                     | Stensättning                |              | Hjortsberga, Blekinge |       | 56.239510, 15.409127 | 12000000099750 | Ladda upp en bild av detta fornminne      |
| Hjortsberga 134                     | Hällristning                |              | Hjortsberga, Blekinge |       | 56.247728, 15.431875 | 12000000099751 | Ladda upp en bild av detta fornminne      |
| Hjortsberga 136                     | Hällristning                |              | Hjortsberga, Blekinge |       | 56.256535, 15.433113 | 12000000099754 | Ladda upp en bild av detta fornminne      |
| Hjortsberga 137                     | Stensättning                |              | Hjortsberga, Blekinge |       | 56.256289, 15.432068 | 12000000099756 | Ladda upp en bild av detta fornminne      |
| Hjortsberga 141                     | Stensättning                |              | Hjortsberga, Blekinge |       | 56.239099, 15.407528 | 12000000099761 | Ladda upp en bild av detta fornminne      |
| Hjortsberga 159                     | Röse                        |              | Hjortsberga, Blekinge |       | 56.256709, 15.381093 | 12000000100845 | Ladda upp en bild av detta fornminne      |
| Hjortsberga 162                     | Stensättning                |              | Hjortsberga, Blekinge |       | 56.248229, 15.396665 | 12000000100851 | Ladda upp en bild av detta fornminne      |
| Hjortsberga 171                     | Hällristning                |              | Hjortsberga, Blekinge |       | 56.250599, 15.395168 | 12000000100928 | Ladda upp en bild av detta fornminne      |
| Hjortsberga 173                     | Stensättning                |              | Hjortsberga, Blekinge |       | 56.254857, 15.421308 | 12000000100934 | Ladda upp en bild av detta fornminne      |
| Hjortsberga 177                     | Stensättning                |              | Hjortsberga, Blekinge |       | 56.247117, 15.404378 | 12000000100945 | Ladda upp en bild av detta fornminne      |
| Hjortsberga 179                     | Röse                        |              | Hjortsberga, Blekinge |       | 56.247866, 15.397598 | 12000000100950 | Ladda upp en bild av detta fornminne      |
| Hjortsberga 180                     | Hällristning                |              | Hjortsberga, Blekinge |       | 56.249599, 15.419464 | 12000000100951 | Ladda upp en bild av detta fornminne      |
| Hjortsberga 182                     | Stensättning                |              | Hjortsberga, Blekinge |       | 56.248940, 15.387773 | 12000000100956 | Ladda upp en bild av detta fornminne      |
| Hjortsberga 188                     | Röse                        |              | Hjortsberga, Blekinge |       | 56.247247, 15.398147 | 12000000100974 | Ladda upp en bild av detta fornminne      |
| Hjortsberga 192                     | Stensättning                |              | Hjortsberga, Blekinge |       | 56.260230, 15.425686 | 12000000111291 | Ladda upp en bild av detta fornminne      |
| Hjortsberga 196                     | Stensättning                |              | Hjortsberga, Blekinge |       | 56.212417, 15.387311 | 12000000115184 | Ladda upp en bild av detta fornminne      |
| Hjortsberga 197                     | Stensättning                |              | Hjortsberga, Blekinge |       | 56.216762, 15.392120 | 12000000115185 | Ladda upp en bild av detta fornminne      |
| Hjortsberga 199                     | Stensättning                |              | Hjortsberga, Blekinge |       | 56.212578, 15.386138 | 12000000115188 | Ladda upp en bild av detta fornminne      |
| Hjortsberga 200                     | Stensättning                |              | Hjortsberga, Blekinge |       | 56.231059, 15.405788 | 12000000115796 | Ladda upp en bild av detta fornminne      |
| Hjortsberga 202                     | Stensättning                |              | Hjortsberga, Blekinge |       | 56.231794, 15.406658 | 12000000115799 | Ladda upp en bild av detta fornminne      |
| Hjortsberga 203                     | Stensättning                |              | Hjortsberga, Blekinge |       | 56.231921, 15.405410 | 12000000115800 | Ladda upp en bild av detta fornminne      |
| Hjortsberga 204                     | Hällristning                |              | Hjortsberga, Blekinge |       | 56.233374, 15.403629 | 12000000115802 | Ladda upp en bild av detta fornminne      |
| Hjortsberga 205                     | Röse                        |              | Hjortsberga, Blekinge |       | 56.233399, 15.403573 | 12000000115804 | Ladda upp en bild av detta fornminne      |
| Hjortsberga 206                     | Stensättning                |              | Hjortsberga, Blekinge |       | 56.233296, 15.405582 | 12000000116040 | Ladda upp en bild av detta fornminne      |
| Hjortsberga 207                     | Röse                        |              | Hjortsberga, Blekinge |       | 56.236326, 15.407556 | 12000000116041 | Ladda upp en bild av detta fornminne      |
| Hjortsberga 208                     | Stensättning                |              | Hjortsberga, Blekinge |       | 56.233147, 15.406469 | 12000000116042 | Ladda upp en bild av detta fornminne      |
| Hjortsberga 209                     | Röse                        |              | Hjortsberga, Blekinge |       | 56.237892, 15.400037 | 12000000116043 | Ladda upp en bild av detta fornminne      |
| Hjortsberga 211                     | Stensättning                |              | Hjortsberga, Blekinge |       | 56.233051, 15.406644 | 12000000116045 | Ladda upp en bild av detta fornminne      |
| Hjortsberga 212                     | Stensättning                |              | Hjortsberga, Blekinge |       | 56.237100, 15.408084 | 12000000116050 | Ladda upp en bild av detta fornminne      |
| Hjortsberga 213                     | Stensättning                |              | Hjortsberga, Blekinge |       | 56.236536, 15.401959 | 12000000116052 | Ladda upp en bild av detta fornminne      |
| Hjortsberga 214                     | Stensättning                |              | Hjortsberga, Blekinge |       | 56.233377, 15.405571 | 12000000116053 | Ladda upp en bild av detta fornminne      |
| Hjortsberga 215                     | Stensättning                |              | Hjortsberga, Blekinge |       | 56.234800, 15.403751 | 12000000116056 | Ladda upp en bild av detta fornminne      |
| Hjortsberga 218                     | Hällristning                |              | Hjortsberga, Blekinge |       | 56.210707, 15.410143 | 12000000116104 | Ladda upp en bild av detta fornminne      |
| Hjortsberga 222                     | Stensättning                |              | Hjortsberga, Blekinge |       | 56.239420, 15.405507 | 12000000116226 | Ladda upp en bild av detta fornminne      |
| Hjortsberga 227                     | Stensättning                |              | Hjortsberga, Blekinge |       | 56.240802, 15.433200 | 12000000117211 | Ladda upp en bild av detta fornminne      |
| Hjortsberga 239                     | Grav markerad av sten/block |              | Hjortsberga, Blekinge |       | 56.232783, 15.415088 | 12000000118477 | Ladda upp en bild av detta fornminne      |
| Hjortsberga 241                     | Stensättning                |              | Hjortsberga, Blekinge |       | 56.237512, 15.417790 | 12000000118479 | Ladda upp en bild av detta fornminne      |
| Hjortsberga 242                     | Stensättning                |              | Hjortsberga, Blekinge |       | 56.235890, 15.417091 | 12000000118480 | Ladda upp en bild av detta fornminne      |
| Hjortsberga 243                     | Stensättning                |              | Hjortsberga, Blekinge |       | 56.237598, 15.417841 | 12000000118481 | Ladda upp en bild av detta fornminne      |
| Hjortsberga 244                     | Stensättning                |              | Hjortsberga, Blekinge |       | 56.232828, 15.415058 | 12000000118482 | Ladda upp en bild av detta fornminne      |
| Hjortsberga 245                     | Stensättning                |              | Hjortsberga, Blekinge |       | 56.237682, 15.417882 | 12000000118483 | Ladda upp en bild av detta fornminne      |
| Hjortsberga 247                     | Stensättning                |              | Hjortsberga, Blekinge |       | 56.232664, 15.414756 | 12000000118485 | Ladda upp en bild av detta fornminne      |
| Hjortsberga 248                     | Stensättning                |              | Hjortsberga, Blekinge |       | 56.229316, 15.411118 | 12000000118486 | Ladda upp en bild av detta fornminne      |
| Hjortsberga 249                     | Stensättning                |              | Hjortsberga, Blekinge |       | 56.231669, 15.413513 | 12000000118487 | Ladda upp en bild av detta fornminne      |
| Hjortsberga 251                     | Stensättning                |              | Hjortsberga, Blekinge |       | 56.227386, 15.408946 | 12000000118489 | Ladda upp en bild av detta fornminne      |
| Hjortsberga 252                     | Stensättning                |              | Hjortsberga, Blekinge |       | 56.229614, 15.411377 | 12000000118490 | Ladda upp en bild av detta fornminne      |
| Hjortsberga 253                     | Stensättning                |              | Hjortsberga, Blekinge |       | 56.267273, 15.428492 | 12000000118496 | Ladda upp en bild av detta fornminne      |
| Hjortsberga 254                     | Stensättning                |              | Hjortsberga, Blekinge |       | 56.267080, 15.436247 | 12000000118497 | Ladda upp en bild av detta fornminne      |
| Hjortsberga 255                     | Stensättning                |              | Hjortsberga, Blekinge |       | 56.272069, 15.432281 | 12000000118498 | Ladda upp en bild av detta fornminne      |
| Hjortsberga 257                     | Stensättning                |              | Hjortsberga, Blekinge |       | 56.243431, 15.422235 | 12000000118500 | Ladda upp en bild av detta fornminne      |
| Hjortsberga 258                     | Stensättning                |              | Hjortsberga, Blekinge |       | 56.268792, 15.433458 | 12000000118501 | Ladda upp en bild av detta fornminne      |
| Hjortsberga 259                     | Stensättning                |              | Hjortsberga, Blekinge |       | 56.273505, 15.429295 | 12000000118502 | Ladda upp en bild av detta fornminne      |
| Hjortsberga 260                     | Stensättning                |              | Hjortsberga, Blekinge |       | 56.267405, 15.428533 | 12000000118503 | Ladda upp en bild av detta fornminne      |
| Hjortsberga 261                     | Stensättning                |              | Hjortsberga, Blekinge |       | 56.247749, 15.432417 | 12000000118504 | Ladda upp en bild av detta fornminne      |
| Hjortsberga 263                     | Stensättning                |              | Hjortsberga, Blekinge |       | 56.248458, 15.430776 | 12000000118506 | Ladda upp en bild av detta fornminne      |
| Hjortsberga 264                     | Röse                        |              | Hjortsberga, Blekinge |       | 56.263618, 15.425875 | 12000000118507 | Ladda upp en bild av detta fornminne      |
| Hjortsberga 265                     | Stensättning                |              | Hjortsberga, Blekinge |       | 56.241636, 15.419331 | 12000000118508 | Ladda upp en bild av detta fornminne      |
| Hjortsberga 266                     | Stensättning                |              | Hjortsberga, Blekinge |       | 56.245954, 15.427040 | 12000000118509 | Ladda upp en bild av detta fornminne      |
| Hjortsberga 267                     | Stensättning                |              | Hjortsberga, Blekinge |       | 56.250511, 15.426327 | 12000000118510 | Ladda upp en bild av detta fornminne      |
| Hjortsberga 268                     | Stensättning                |              | Hjortsberga, Blekinge |       | 56.266750, 15.428700 | 12000000118511 | Ladda upp en bild av detta fornminne      |
| Hjortsberga 270                     | Stensättning                |              | Hjortsberga, Blekinge |       | 56.274034, 15.431720 | 12000000118513 | Ladda upp en bild av detta fornminne      |
| Hjortsberga 271                     | Stensättning                |              | Hjortsberga, Blekinge |       | 56.268635, 15.434935 | 12000000118514 | Ladda upp en bild av detta fornminne      |
| Hjortsberga 276                     | Hällristning                |              | Hjortsberga, Blekinge |       | 56.210061, 15.399838 | 12000000119920 | Ladda upp en bild av detta fornminne      |
| Hjortsberga 278                     | Stensättning                |              | Hjortsberga, Blekinge |       | 56.210955, 15.397670 | 12000000119928 | Ladda upp en bild av detta fornminne      |